# 9 серпня
9 серпня — 221-й день року (222-й у високосні роки) в григоріанському календарі. До кінця року залишається 144 дні.

## Свята і пам'ятні дні

### Міжнародні
- ООН: Міжнародний день корінних народів світу

### Національні
- Сінгапур: Національне свято Республіки Сінгапур. Національний день (1965)

### Неофіційні
- День книголюбів.

### Релігійні

#### Християнство
Католицизм
- День Святої Терези Венедикта від Хреста, Покровительки Європи.

Православ'я
- Апостола Матфія.
- Мученика Антонія Олександрійського.
- Преподобного Псоя Єгипетського.
- Мучеників Юліана, Маркіана, Іоана, Якова, Олексія, Димитрія, Фотія, Петра, Леонтія, Марії, Патрикії, та інших.

## Іменини
✙ Православні: Матвій, Антон, Юліан, Маркіян, Іван, Яків, Олексій, Дмитро, Петро, Леонтій, Марія

## Події
- 1483 — відкрита Сікстинська капела.
- 1570 — битва при Анеґава (Японія): союзні війська Оди і Токуґави розбили коаліційні сили Адзаї і Асакура.
- 1620 — козацька флотилія Яцька Нероди рушила на Стамбул.
- 1803 — перша демонстрація пароплава, винайденого Робертом Фултоном.
- 1805 — Австрійська імперія, Російська імперія і Велика Британія створили Третю коаліцію проти Наполеона.
- 1842 — демаркація кордону між Канадою і США (договір Вебстера — Ешбертона).
- 1848 — на Буковині скасовано кріпацтво.
- 1859 — американець Натан Еймс запатентував ескалатор.
- 1863 — в Японії спалахнув інцидент Бункю.
- 1896 — розбився німецький піонер авіації Отто Лілієнталь.
- 1910 — американець Алва Фішер запатентував електричну пральну машину.
- 1919 — Велика Британія оголосила протекторат над Персією.
- 1919 — Київська група Армії УНР, очолювана Юрієм Тютюнником, визволила від більшовиків Жмеринку.
- 1940 — завершено будівництво залізниці Берлін—Багдад.
- 1942 — британська колоніальна адміністрація заарештувала лідера індійського національно-визвольного руху Магатму Ґанді (випущений лише 1944 року).
- 1944 — Вінстон Черчилль прибув до Неаполя для зустрічі з лідером югославських партизанів Йосипом Броз Тіто.
- 1945 — СРСР односторонньо розірвав пакт про ненапад з Японською імперією і оголосив їй війну. Радянські війська почали наступ у Маньчжурії.
- 1945 — вибух атомної бомби в Нагасакі.
- 1965 — Сінгапур одержав незалежність від Малайзії.
- 1974 — На межі імпічменту і відсторонення від посади на тлі скандалу Вотергейт, Річард Ніксон став першим (і на даний час єдиним), президентом Сполучених Штатів, що подав у відставку.
- 1990 — у Саудівську Аравію для воєнної операції вторгнення в Ірак почали прибувати американські війська.
- 1992 — у Барселоні пройшло офіційне закриття Олімпійських ігор, на котрих об'єднана команда колишніх республік СРСР посіла перше місце, завоювавши 112 медалей.
- 1999 — президент РФ Єльцин відправив у відставку уряд Сергія Степашина і назвав голову ФСБ Володимира Путіна своїм спадкоємцем на президентських виборах.

## Народились
Дивись також Категорія:Народились 9 серпня
- 1602 — Жиль Персон де Роберваль, видатний французький математик (геометр), механік, астроном і фізик, член Паризької АН (1666).
- 1657 — П'єр-Етьєн Монно, французький скульптор.
- 1776 — Амедео Авогадро (італ. Lorenzo Romano Amedeo Carlo Avogadro di Quaregna e Cerreto), італійський фізик, хімік, який відкрив хімічну формулу води (†1856).
- 1830 — Пармен Забіла, український скульптор, академік Імператорської Санкт-Петербурзької академії мистецтв.
- 1847 — Антоніо Казанова-і-Есторах, іспанський художник, майстер історичного і жанрового живопису.
- 1895 — Юрій Вороний, український хірург, доктор медичних наук, професор. Здійснив першу у світі операцію з пересадки органу людині.
- 1896 — Жан Піаже (фр. Jean Piaget), швейцарський натураліст, засновник експериментальної психології («Мова і мислення дитини»; †1980).
- 1899 — Памела Ліндон Треверс (справжнє ім'я та прізвище — Гелен Ліндон Гофф), англійська письменниця («Мері Поппінс»; †1996).
- 1911 — Вільям Альфред Фаулер (англ. William Alfred «Willie» Fowler), американський астрофізик, нобелівський лауреат (†1995).
- 1914 — Туве Маріка Янссон (швед. Tove Marika Jansson), шведська письменниця (†2001).
- 1919 — Тетяна Черторизька, український мовознавець
- 1926 — Євген Грицяк, член молодіжної організації ОУН, один з керівників повстання в Норильських таборах 1953 року
- 1938 — Леонід Кучма, президент України (1994–2004).
- 1957 — Мелані Гріффіт, американська кіноактриса («Ділова дівчина», «Підставне тіло», «Лоліта»).
- 1963 — Вітні Елізабет Г'юстон, американська поп-співачка, володарка премій Ґреммі та Еммі.
- 1973 — Філіппо Індзагі, італійський футболіст, чемпіон Європи, форвард «Ювентуса» і «Мілана».
- 1973 — Олександр Пономарьов, український співак учасник «Євробачення».
- 1976 — Олена Ляшенко, українська фігуристка.
- 1988 — Дарʼя Коломієць, українська культурна активістка, продюсерка, авторка документального проєкту Diary of War.

## Померли
Дивись також Категорія:Померли 9 серпня
- 1516 — Ірена Атенська, Авґуста, Християнська Свята.
- 1516 — Ієронім Босх, фламандський живописець, один з найвідоміших майстрів Північного Відродження.
- 1883 — Роберт Моффат, перекладач біблії (*1795).
- 1912 — Олександр Станкевич, письменник українського походження, біограф і видавець літературної спадщини Т. М. Грановського; брат письменника і філософа Миколи Станкевича.
- 1919 — Ернст Геккель (нім. Ernst Heinrich Philipp August Haeckel;), німецький природодослідник і філософ, батько сучасної екології (*1834).
- 1919 — Руджеро Леонкавалло (італ. Ruggero Leoncavallo), італійський композитор (*1857).
- 1932 — Джон Чарлз Філдс (англ. John Charles Fields), канадський математик, засновник математичної премії (*1863).
- 1943 — Хайм Сутін, французький художник першої половини 20 століття, родом з Білорусі, представник Паризької школи.
- 1952 — Ольга Дела-Вос-Кардовська, живописець, графік українського походження. Учениця Іллі Рєпіна. Дружина художника Дмитра Кардовського.
- 1962 — Герман Гессе (нім. John Charles Fields), німецький письменник, нобелівський лауреат (*1877).
- 1968 — Джордж Гамов, фізик-теоретик, космолог (*1904).
- 1973 — Чарлз Деніелс, американський спортсмен, найкращий плавець початку XX століття (4 золоті олімпійські медалі), винайшов сучасний кроль (†1973).
- 1975 — Дмитро Шостакович, радянський композитор, піаніст, педагог, один з найзначніших композиторів XX століття.
- 2000 — Віталій Старухін, радянський футболіст, нападник донецького «Шахтаря» (*1949).
- 2006 — Джеймс Альфред Ван Аллен (англ. James Alfred Van Allen), американський астрофізик, відомий відкриттям радіаційних поясів Землі (*1914).
- 2007 — Ігор Олексієнко, український зброяр, головний конструктор КБ «Спеціальної Техніки» (*1946).
- 2008 — Махмуд Дервіш (араб. محمود درويش), палестинський поет (*1942).